# 中国吉林森林工业集团
中国吉林森林工业集团，简称吉林森工，是中华人民共和国国有五大森林工业企业之一（与龙江森工集团、大兴安岭林业集团、内蒙古森工集团、长白山森工集团并列）。吉林森工管辖的国有森林施业区位于吉林省东南部长白山区，总经营面积134.8万公顷，有林地面积120万公顷，活立木总蓄积1.69亿立方米，年生产木材89.3万立方米，总经营性资产40亿元，直属子公司26个，在岗职工3.8万人。自1998年长江松花江流域特大洪水后，国家全面禁止了天然林的经营性采伐，吉林森工全面停产转产。
其控股的吉林泉阳泉股份有限公司，为上市公司（上交所：600189）。

## 历史
1950年代初，现吉林省境内的森林工业共有临江、三岔子、黄泥河、大石头、汪清、八家子等6个森工企业。
1950年4月，吉林省林务局手组建吉林省采伐公司。不久该公司改称吉林森林工业管理局，隶属于东北森林工业总局，成为大行政区驻吉林省的专事管理国营森林工业企业的领导机构。下属额穆、大石头、八家子、汪清、天桥岭5个分局，吉林、蛟河、大石头、敦化、图们、龙井、明月沟、汪清8个制材厂，蛟河森铁分局、敦化中心机械厂、大长屯贮木场等单位。1950年10月，局址由吉林市迁蛟河；1951年迁回吉林。1952年8月5日，东北森林工业总局撤销，吉林森林工业管理局改为由东北人民政府林业部直接领导。1953年3月20日，东北人民政府林业部奉命撤销，吉林森林工业管理局改由新成立的东北森林工业管理局领导，并于1953年4月9日改称吉林森林工业局。1953年6月26日，东北森林工业管理局决定取消森林工业局一级管理机构，各森林工业分局升格为独立核算的县团级企业，改称森林工业局，归其直接领导，吉林森林工业局于1953年8月11日撤销，同时成立东北森林工业管理局吉林办事处。1954年6月28日，国家林业部根据中央《关于撤销大区一级行政机构和合并若干省市建制的决定》精神，撤销东北森林工业管理局，成立吉林、哈尔滨、伊春三个森林工业管理局，直属国家林业部领导。吉林森林工业管理局于1954年7月1日在长春成立。同时原辽东省所辖的通化地区划归吉林省，吉林森林工业管理局下属临江、三岔子、黄泥河、大石头、八家子、汪清6个森林工业局和敦化中心机械厂。
1956年5月始，吉林森林工业管理局隶属于国家森林工业部。
吉林森工集团与吉林省林业厅从1958年5月开始历经了三合三分。1958年2月15日林业部与森林工业部合并为林业部。吉林省林业厅和森林工业部吉林森林工业管理局据此于2月上旬迁至一处办公，并做了合并的准备工作。1958年5月2日，吉林省人民委员会发出了《关于公布省级若干机构的合并、撤销与成立省地质局的通知》，决定吉林省林业厅与吉林森林工业管理局合并为吉林省林业厅。5月6日厅局正式合并。执行林业行政管理的职能，并经营管理中央下放的森林工业企业。“大跃进”期间，中央下放给吉林省的林业企业、事业单位，省又下放给各专区；不久，专区又下放给县、市。由于基层政府缺乏企业管理经验，中央决定将原来由中央管理的林业企、事业单位上收仍为中央直属。1963年1月，原管理森林工业企业的机构，从吉林省林业厅内分出，成立吉林林业管理局，隶属于林业部东北林业总局。 
1970年4月由省林业厅筹备组建的吉林省林业局并入吉林林业管理局革命委员会。1970年8月15日吉林林业管理局革命委员会改为吉林省革命委员会生产指挥部林业管理局，局领导班子称革命领导小组。1973年3月24日改称吉林省林业局。1980年9月17日，吉林省林业局恢复称吉林省林业厅。1983年4月，把管理林业企业的机构和人员分出，成立吉林省林业工业联合公司，隶属于林业厅。1983年5月15日开始办公。下属临江、三岔子、露水河、松江河、泉阳、湾沟、白河、白石山、红石、黄泥河、敦化、大石头、汪清、大兴沟、天桥岭、八家子、和龙林业局，敦化、洮南林业机械厂，长春、辽源胶合板厂，省林业工程、物资、燃料、木材调运、进出口、劳动服务公司、通化林业化工厂，省林业勘察设计院等29个单位。
1984年9月10日，根据国务院“简政放权”，“大的方面管住管好，小的方面放开放活”的精神，吉林省委省政府责成林业厅请示林业部同意后，决定在延边朝鲜族自治州境内的省属“九个林业局（黄泥河、敦化、大石头、八家子、和龙、汪清、大兴沟、天桥岭、白河）和敦化林业机械厂、吉林省林业工程公司共十一个林业企业，以及驻州的林业公、检、法机构，公安消防中队、林业技工学校等全部下放给延边州管理。”“在州人民政府领导下，在省林业厅、省林业工业联合公司指导下，建立延边林业管理局，相当于省直二级局（副厅级），逐步向经济实体过渡。管理局列企业编制”
1985年，根据《中共中央关于经济体制改革的决定》和省委四届三次全委（扩大）会议精神，吉林省人民政府吉政函［1985］191号《关于林业厅机构改革问题的批复》，吉林省林业工业联合公司于6月12日撤销，业务纳入林业厅。吉林森林工业（集团）总公司于1994年3月正式运营，正厅级建制，直接隶属省政府管理。至1999年天然林禁伐，历史累计生产商品材1.5亿立方米，上缴利税100亿元。
2004年，森工集团成为省国资委管理的省属大企业集团之一。 2006年11月16日吉林森林工业（集团）总公司改制为吉林森林工业集团有限责任公司正式挂牌。
2016年4月12日，吉林省国资委主任于海军接替年龄到限的柏广新，出任董事长兼党委书记。
历史上，下辖的政法单位有：
- 吉林森林公安局（副厅局级）：1951年1月，东北人民政府作出《关于建立森林公安机关的决定》，要求在东北森林工业总局下属的吉林、辽东、黑龙江等6个森林工业管理局设立森林公安处，并设立派出所。1982年3月，省公安厅九处（森林保卫处）改建为省林业公安局，统管全省林业公安业务，并受省公安厅和省林业厅双重领导，其行政建制，党的关系隶属省林业厅，作为省公安厅一个业务局。在延边、通化、吉林地区设立林业公安处。省属17个林业局、长白山自然保护区和4个市县森林经营局建立林业公安局。
- 吉林林业检察院（现为吉林省人民检察院长春林区分院）：1981年12月在吉林省人民检察院增设林业检察处；在延边、吉林、通化三个地区分别设立吉林省人民检察林区分院；在省属16个林业局（不包括红石林业局筹建处）所在地建立林区人民检察院。
- 吉林森林法院（根据1980年实施的《中华人民共和国人民法院组织法》，1981年12月，在省高级人民法院中增设林业审判庭；在延边、通化、吉林三个地区成立森林中级法院；省属16个林业局的现有林业法庭改建为森林法院，负责本林区的刑事、民事案件的审理工作。1983年全国人大常委会修订《人民法院组织法》后，同年改为浑江市中级人民法院分院和吉林市中级人民法院分院。2014年8月16日合并为吉林省长春林区中级法院，在长春市珠海路1117号吉林省高级人民法院内办公)。
- 吉林省森林警察总队：1948年8月25日，东经字第13号文件东北行政委员会通令：吉林省政府，为清剿林区散匪，保护林区作业安全，组织护林武装一个连，共120人，连部设在吉林省林务局（军事建制）。在敦化、安图、和龙、延吉、汪清、蛟河、桦甸、舒兰等8个县，各设一个护林队（排）。1951年，东北局指示省设护林大队。1978年11月1日，吉林省森警实行义务兵役制，森警干部实施民警制。1981年8月，吉林省武装森林警察支队改为吉林省武装森林警察总队（相当师级）。1983年5月，省武装森林警察总队连排职干部实行现役管理。

## 组织架构
辖8个林业局（正处级）：
- 临江林业局
- 三岔子林业局
- 湾沟林业局
- 松江河林业局
- 泉阳林业局
- 露水河林业局
- 白石山林业局
- 红石林业局

以及4个营林局：
- 上营森林经营局
- 辉南森林经营局
- 长白森林经营局
- 长白山森林经营局（暨长白山国家级自然保护区）